# 탄주 촐라크
탄주 촐라크(튀르키예어: Tanju Çolak, 1963년 11월 10일 ~ )는 터키의 전직 축구 선수로, 포지션은 스트라이커였으며 별명은 "바이 골"(Bay Gol)이었다. 위치 선정 능력이 뛰어났다.
삼순 욜스포르 유소년 클럽에서 축구를 시작했으며 삼순스포르로 이적했다. 1985-86 시즌과 1986-87 시즌에서 쉬페르리그 득점왕을 차지했으며 1986-87 시즌 막바지에 갈라타사라이로 이적했다. 1987-88 시즌에서 39득점을 기록했으며 1988년 터키 선수로는 처음으로 유러피언 골든슈를 수상했다. 1991-92 시즌에서 다시 득점왕에 올랐고 시즌 막바지에 라이벌 팀인 페네르바체로 이적했다.
쉬페르리그에서 240골을 넣었으며 2007년 9월 3일 하칸 쉬퀴르가 기록을 깨기 전까지 최고 득점 기록이었다. 참고로 촐락은 9시즌, 쉬퀴르는 17시즌 만에 달성했다. 1993년 이스탄불스포르로 이적했지만 이스탄불스포르 소속 시절은 스캔들에 연루된 탓에 큰 활약을 보여주지 못했고 1994년 현역 은퇴했다. 터키 클럽과 터키 대표팀에서 큰 성공을 거두지 못한 탓에 터키 이외에는 별로 알려지지 못했다. 터키 대표팀에서 31경기에 출전하면서 9득점을 기록했다.